# Коломієць Оксана Валеріївна
Окса́на Вале́рівна Коломі́єць (02.06.1982 року, Гірник) — заслужена артистка України, солістка Львівської національної філармонії ім.М.Скорика, членкиня Національної спілки кобзарів України.

## Життєпис
Коломієць Оксана Валерівна — бандуристка, співачка, диригентка, педагог, заслужена артистка України, членкиня Національної спілки кобзарів України, солістка Львівської національної філармонії ім.М.Скорика, солістка Квартету бандуристок "Львів'янки".
Народилася 2 червня 1982 року у с.м.т. Гірник, що у Львівській області.
У 1997 році закінчила Червоноградську загальноосвітню школу № 6, та Гірницьку музичну школу за двома спеціальностями — баян і бандура.
У 2001 році з відзнакою закінчила оркестровий факультет (по класу бандури) у Львівському державному музичному училищі ім.С.П.Людкевича, де здобула кваліфікацію — артистка, викладач бандури, диригент (бандура — клас Н.Якимець, диригування — клас Л.Дацини).
У 2006 році закінчила оркестровий факультет (по класу бандури) у Львівській державній музичній академії ім.М. В. Лисенка, де здобула кваліфікацію — артист, викладач бандури, диригент (бандура — клас засл.діяча мистецтв України О.Герасименко, диригування — клас засл.діяча мистецтв України О.Цигилика).
У 2009 році з відзнакою закінчила вокальний факультет у Львівській національній музичній академії ім. М. В. Лисенка, де здобула вчений ступінь магістра, та кваліфікацію — оперна співачка, концертна співачка, викладач (вокал - клас заслуженої артистки України А.Дашак).
З 2004 року (і до сьогодні) — солістка Львівської національної філармонії ім.М.Скорика у складі Квартету бандуристок "Львів'янки", який був створений з метою популяризації бандури та української музичної культури. Репертуар колективу налічує понад 200 творів різноманітних жанрів та стилів, значна частина яких записані у шести аудіо альбомах («Калино, покровителько любові», «Львів’янки», «Скарби душі», «Amabile», «Казкове Різдво», «Класика у храмі»). Записами Квартету бандуристок "Львів'янки" озвучено багато програм на радіо і телебаченні України та різних країн світу. За всі роки творчої діяльності у цьому колективі, співачка-бандуристка виступила у численних концертах по всій Україні та закордоном. За нею закріплені сольні партії репертуару квартету у творах різних стилів та жанрів, від епохи бароко до найновіших творів сучасних композиторів, котрі часто пишуть саме під її голос. Цей колектив з незмінним успіхом представляє українську та європейську музичну культуру в концертних залах не лише України, але й Німеччини, Швейцарії, Австрії, Франції, Угорщини, Іспанії, Чехії та Польщі. Квартет бандуристок "Львів’янки" неодноразово нагороджений почесними дипломами, грамотами та подяками за активну національно-громадську позицію і пропаганду стандартів високого українського та світового мистецтва адаптованого до особливого і примхливого українського національного інструменту бандури.
У травні 2019 року всім учасницям колективу було присвоєне високе звання «Заслужений артист України».
У 2009—2011 роки — солістка оперної студії Львівської Національної музичної академії ім. М. В. Лисенка, де виконувала партії в операх: С.Гулака-Артемовського «Запорожець за Дунаєм» (партію Оксани), В.А.Моцарта «Дон Жуан» (партію Церліни), Ґ.Доніцетті «Любовний напій» (партію Адіни) та С.Людкевича «Довбуш» (перша виконавиця партії Марічки).
У 2009—2011 роках — викладач бандури та вокалу в капелі хлопців-бандуристів «Гамалія» Центру творчості дітей та юнацтва Галичини.
З 2013—2015 роки .— творчий керівник та диригент Народного ансамблю бандуристів «Кобза» при Львівській Національній академії ветеринарної медицини імені С. З. Ґжицького.
З 2017 року — запрошена на посаду викладача бандури, вокалу та керівника ансамблю бандуристок у Львівській ДМШ № 2.
Учасниця багатьох наукових та науково-практичних конференцій.

## Дискографія
- «Скарби душі» 2006
- «Amabile» 2009
- «Казкове Різдво» 2016
- «Класика у храмі» 2017